# قوة تفسيرية
القوة التفسيرية هي قدرة الفرضية أو النظرية على تفسير الموضوع الذي تتعلق به بشكل فعال. وعكسها هو العجز التفسيري.